# 感覺毛

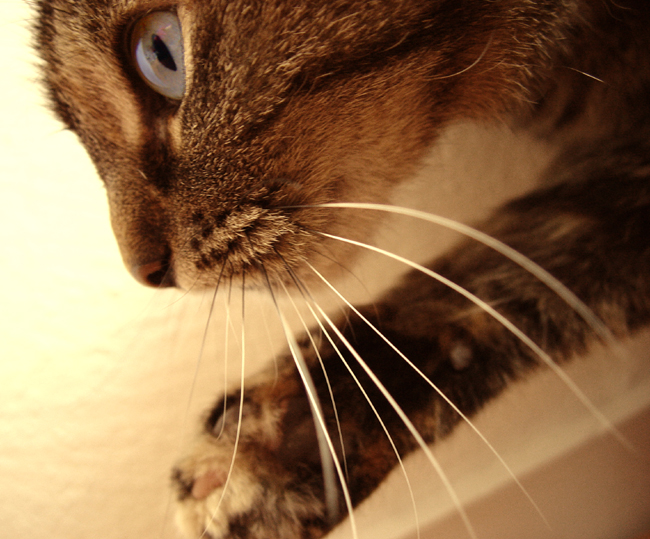
在家貓面上突出的鬍子是感覺毛的一種

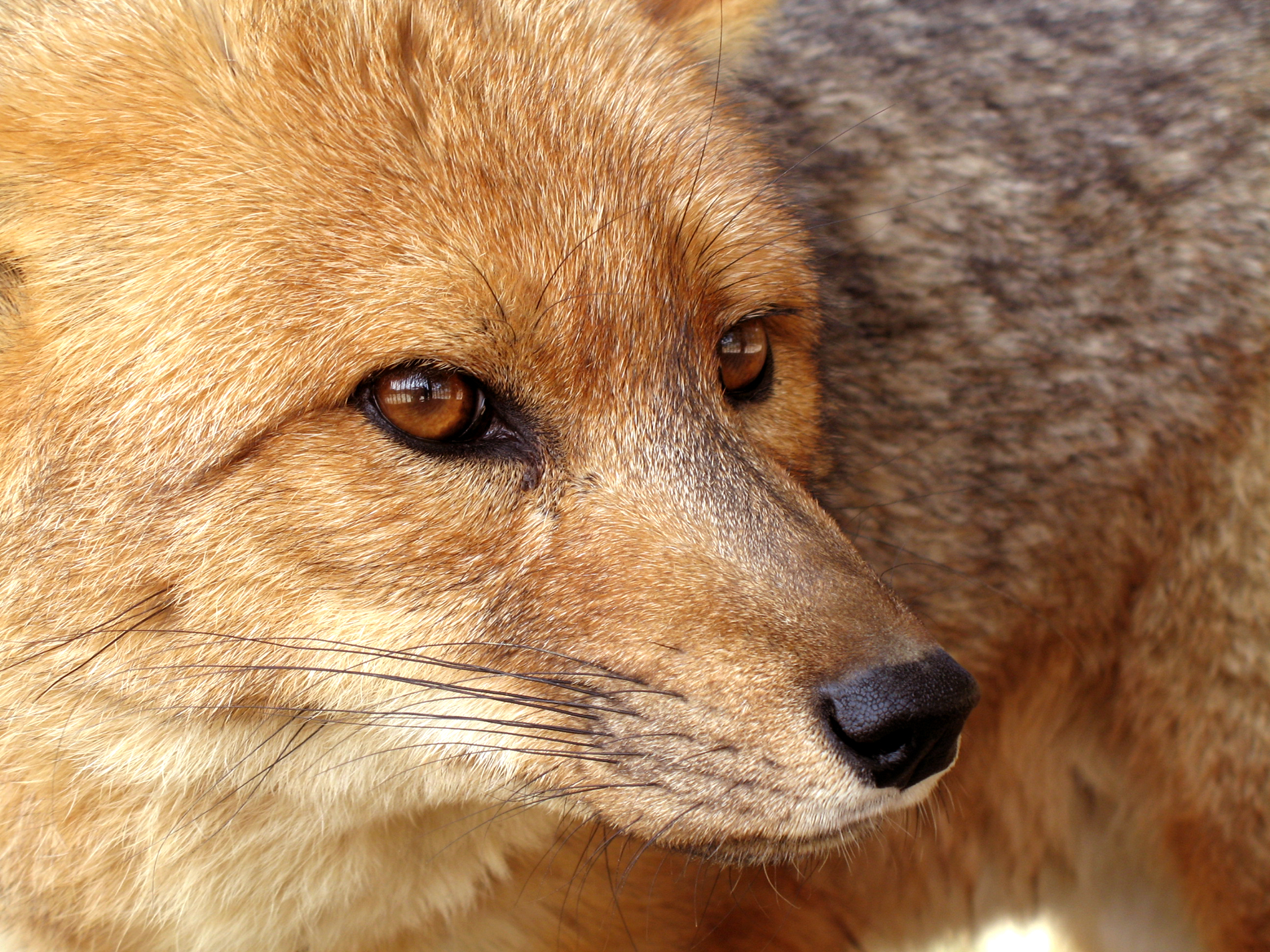
山狐的感覺毛長在鼻上、臉頰及眼睛上

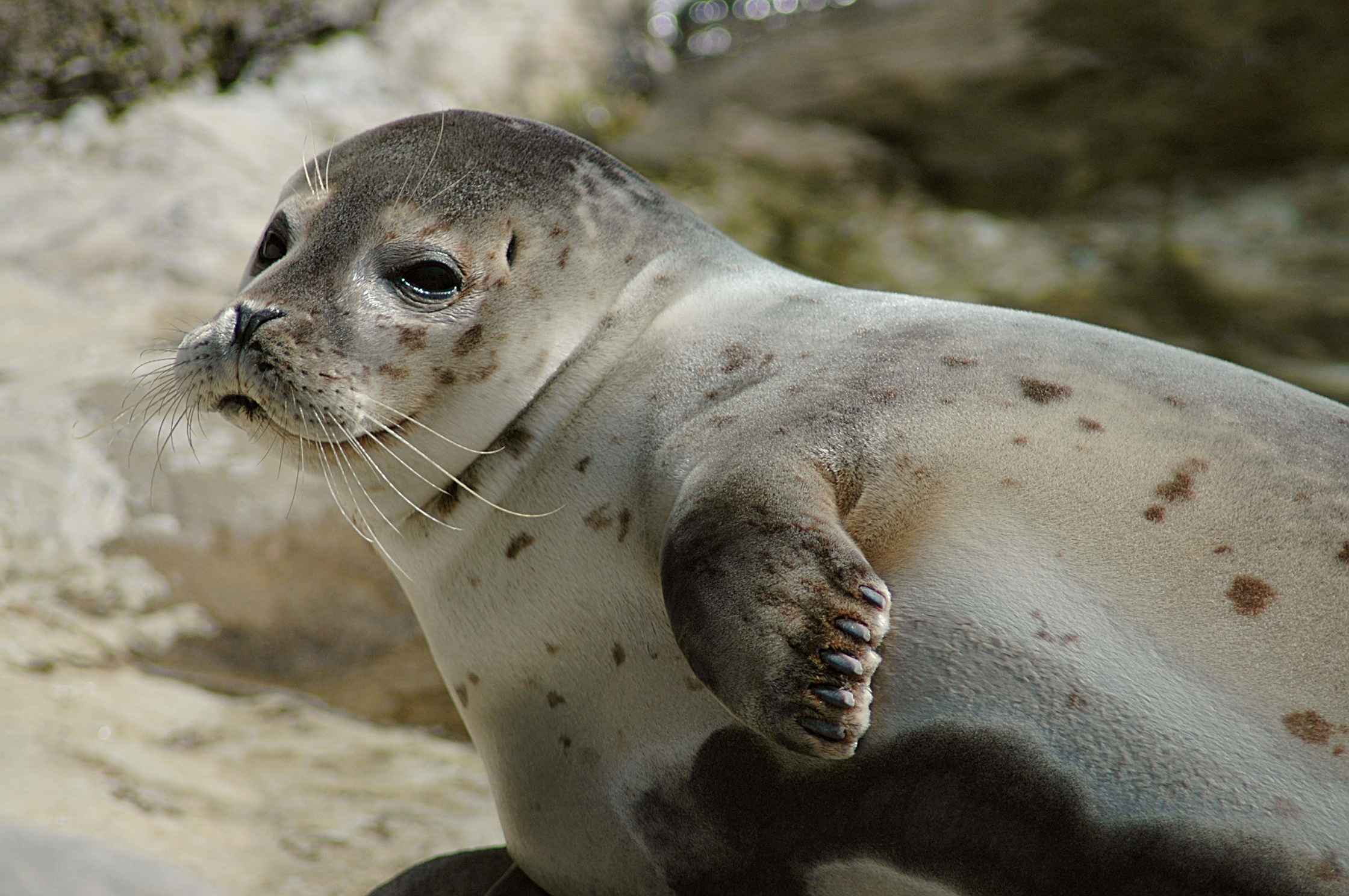
感覺毛在港海豹的鼻及眼睛上

感覺毛是一種特化的毛髮，作為生物體感的一部分。鳥類面上嘴巴附近獨有的羽毛也是感覺毛的一種，稱作羽鬚。多長在鼻孔附近及口唇上方。大部分哺乳動物的感覺毛均長在面上，但也有少數會在前腿及足上長有感覺毛。對比起一般毛髮，感覺毛一般較粗及剛硬。

## 原理
感覺毛內沒有神經連接，但有內物質及特別的感受細胞。與其他毛髮不同的地方，在於與它們連接的毛囊處有一個獨特的血囊連接。只要與感覺毛有細微的觸碰便會使血嚢受壓，內裡的血液被擠壓，並產生如脈衝般的刺激到達感覺毛底部的機械感受器，以偵測出微細的反射 。
某些哺乳動物的感覺毛毛嚢由高度發達的肌肉組織內鞘包圍，使得它們能夠控制感覺毛活動。例如貓、狗及一些哺乳動物的鬍鬚就能活動。有些鬍鬚能長得十分長，諸如毛絲鼠的鬍鬚就能長及體長的三分一。感覺毛為動物提供了額外的感官，即使在視覺或觸覺無法企及的情況下也可以進行探索及覓食。部分動物如家鼠等，甚至能透過感覺毛感受空氣間的變化。
為了提供感覺毛的靈敏反應，哺乳動物不得不預留相當大面積的腦部以處理來自感覺毛的刺激。來自感覺毛的訊息通過三叉神經先進入腦幹及丘腦進行處理後，最後傳遞至感觉皮质功能柱。哺乳動物也會用相當多的能量維持儲存感覺毛的血嚢的溫度，以準備隨時使用。不少齧齒目的動物會主動以觸趁的形式整理其感覺毛，而一般則作為後備感受器去予以整理。
修剪或移除動物的感覺毛將極大地影響牠們的感受能力及靈敏度。例如剪去家貓的鬍子將導致牠們在轉向時的過份反應，走路時也會失去平衡。這些情況都要在牠們的感覺毛重新長出後才能得到改善。